# Агой (річка)
Агой — річка в Росії, в Туапсинському районі Краснодарського краю. Розташована на північний захід від міста Туапсе. Бере початок на південно-західному схилі гори Агой (висота 958 м) і впадає в Чорне море біля села Агой. Біля гори Мазепа протікає в стрімчастій ущелині. В середній течії, за три кілометра від села Агуй-Шапсуг, на лівому березі річки Агой, знаходяться мінеральні джерела.
Притоки: річка Колехо (завдовжки 15 км, бере початок на південному схилі гори Агой), і дрібні — Сатенюк, Тубе тощо, починаються на схилах гір Тубе і Агой.
Річка маловодна влітку, водний режим — паводковий. Ширина долини річки в заплавній частині становить 1700 м, в середньому перебігу — до 250 м. Береги складено товщею обвальних відкладень. Крутизна схилів в окремих місцях велика, є майже урвисті ділянки зі скелями і ущелинами. Форма рельєфу — з розширеними долинами зі зниженими вододілами. Швидкість течії на рівнинних ділянках до 4 метрів в секунду, в паводковий період витрату води сягає до 600 м³/сек. Кількість повеней у рік буває в середньому 12. Під час паводків рівень річки різко піднімається. Річка перетворюється бурхливий потік, несе багато уламкового матеріалу: пісок, гравій, гальку.